# August Riehl
August Maria Jacob Riehl (* 4. Januar 1914 in München; † 23. Dezember 2002 in Marsberg) war ein deutscher Schauspieler, Synchronsprecher und Hörspielsprecher.

## Karriere
Als Synchronsprecher war Riehl unter anderem in den Filmen Columbus, Scotts letzte Fahrt sowie in der Serie Simon Templar zu hören. Außerdem war er der Erzähler der Hörspielreihe Meister Eder und sein Pumuckl und die Lok 1414 im gleichnamigen Hörspiel. Als Schauspieler war Riehl unter anderem in dem Film Drei Schritte zum Schicksal zu sehen.

## Tod
August Riehl verstarb einen Tag vor Heiligabend 2002 in Marsberg im Alter von 88 Jahren.

## Hörspiele (Auswahl)
- 1948: Wolfgang Borchert: Draußen vor der Tür (Erzähler) – Regie: Walter Ohm (Radio München)
- 1950: Justin Schröder: Auf geht's beim Schichtl! Ein Hörbilderbogen um den Schaustellerkönig August Schichtl – Bearbeitung und Regie: Peter Glas (Original-Hörspiel, Mundart-Hörspiel – BR)
- 1953: Carl Zuckmayer: Ulla Winblad oder Musik und Leben des Carl Michael Bellmann – Regie: Walter Ohm (BR/RB/SWF)
- 1954: Leonhard Frank: Die Ursache (Verteidiger) – Regie: Walter Ohm (BR)

## Synchronarbeiten (Auswahl)
- 1948: Derek Bond in Scotts letzte Fahrt als Captain L.E.G. Oates
- 1949: Derek Bond in Columbus als Diego de Arana
- 1963: Jean Rougeul in Achteinhalb als Carini Daumier
- 1964: Edward Jewesbury in Simon Templar als Franklin
- 1965: Maurice Gautier in Belphégor oder das Geheimnis des Louvre als Bankier